# 関東甲信越ネットワーク
『関東甲信越ネットワーク』は、NHK総合テレビジョンで放送されていた午後の地域情報番組である。
1974年4月8日から1983年3月25日までは関東地方の情報を扱った『関東ネットワーク』、1983年4月6日から1992年3月25日まで甲信越地方に対象を広げた『関東甲信越ネットワーク』のタイトルで放送。

## 放送時間
- 平日
  - 1974年4月8日 - 1990年3月22日 13:25 - 13:45
  - 1990年4月5日 - 1991年3月22日 14:20 - 14:35
  - 1991年4月8日 - 1992年3月25日 13:50 - 14:00
- 土曜日
  - 1974年4月13日 - 1989年3月25日 13:25 - 13:45

## 出演者
- 松川洋右（1974年4月 - 1977年3月）
- 籠野博嗣（1977年4月 - 1981年3月）
- 鈴木正導（1981年4月 - 1982年3月）
- 山田敦子（1981年4月 - 1982年3月）
- 平岩毅（1982年4月 - ）
- 室町澄子（1982年4月 - ）

## コーナー
- 野菜情報
  - 築地市場の関根雄二がレギュラー出演して、視聴者へ野菜や果物の魅力を伝えた。

## 地域別タイトル
各局によっては独自の地域情報番組、朝の地域情報番組→NHKニュースワイドのローカル枠の再放送を行っていた。
| 放送局名 | 番組名                                                                                                   |
| 札幌     | 北海道の窓（再放送）                                                                                     |
| 青森     | きょうの話題（再放送） NHKニュースワイド東北（再放送）                                                   |
| 秋田     | きょうの話題（再放送） NHKニュースワイド東北（再放送）                                                   |
| 盛岡     | きょうの話題（再放送） NHKニュースワイド東北（再放送）                                                   |
| 山形     | きょうの話題（再放送） NHKニュースワイド東北（再放送）                                                   |
| 仙台     | きょうの話題（再放送） NHKニュースワイド東北（再放送）                                                   |
| 福島     | きょうの話題（再放送） NHKニュースワイド東北（再放送）                                                   |
| 首都圏   | 1974年4月 - 1983年3月：関東ネットワーク 1983年4月 - 1992年3月：関東甲信越ネットワーク                    |
| 新潟     | フレッシュロータリー・フレッシュロータリー新潟（再放送） 1983年4月 - 1992年3月：関東甲信越ネットワーク   |
| 長野     | フレッシュロータリー・フレッシュロータリーながの（再放送） 1983年4月 - 1992年3月：関東甲信越ネットワーク |
| 甲府     | フレッシュロータリー・フレッシュロータリー（再放送） 1983年4月 - 1992年3月：関東甲信越ネットワーク       |
| 静岡     | きょうのリポート（再放送）                                                                               |
| 名古屋   | きょうのリポート（再放送）                                                                               |
| 富山     | きょうのリポート（再放送）                                                                               |
| 金沢     | きょうのリポート（再放送）                                                                               |
| 福井     | きょうのリポート（再放送）                                                                               |
| 大阪     | 近畿の話題(再放送） リポートきんき きんきくらしのチャンネル                                              |
| 鳥取     | きょうの話題（再放送） 午後のジャーナル                                                                  |
| 松江     | 島根の話題（再放送） 午後のジャーナル                                                                    |
| 岡山     | 岡山の窓（再放送） 午後のジャーナル                                                                      |
| 広島     | リポートひろしま 午後のジャーナル                                                                        |
| 山口     | やまぐちの話題（再放送） 午後のジャーナル                                                                |
| 松山     | えひめの話題（再放送） まつやまロビースタジオ（再放送）                                                  |
| 高松     | 香川の話題（再放送）                                                                                     |
| 徳島     | 徳島の話題（再放送）                                                                                     |
| 高知     | こうちの話題（再放送） ネット情報こうち（再放送）                                                        |
| 福岡     | 話題の窓（再放送） ミニ番組                                                                              |
| 佐賀     | 話題の窓（再放送） ミニ番組                                                                              |
| 長崎     | 話題の窓（再放送） ミニ番組                                                                              |
| 熊本     | 話題の窓（再放送） ミニ番組                                                                              |
| 大分     | 話題の窓（再放送） ミニ番組                                                                              |
| 宮崎     | 話題の窓（再放送） ミニ番組                                                                              |
| 鹿児島   | 話題の窓（再放送） ミニ番組                                                                              |
| 沖縄     | 話題の窓（再放送） ミニ番組                                                                              |
| -------- | --- |